# Pablo Estramín
Ramón Pablo Estramín Barone, más conocido como Pablo Estramín (Montevideo, 30 de septiembre de 1959 - Montevideo, 18 de junio de 2007) fue un músico y cantautor uruguayo, destacado por sus contribuciones al folclore nacional y regional.

## Biografía
A los 13 años se adentró en el mundo de la música y comenzó a cantar junto a Elida Grandall, y más adelante se uniría a la compañía de zarzuela Verbenas Españolas. Pocos años después formaría parte de un grupo folclórico nacional, conocido como "Tiempos Nuevos". En este último daría un salto a la fama, al ser galardonado en varios concursos musicales, entre ellos, Estudiantina, Guitarreada y el Festival de Durazno.
En 1983 compuso su primer disco como solista, justo un año después de que grabara Cantacaminos (Sondor), en conjunto con Juan José de Mello y Larbanois - Carrero. Otros autores uruguayos que destacan por pertenecer al grupo y estilo musical de Estramín son: Gastón "Dino" Ciarlo, Manuel Capella, Eduardo Nieves, Gabino Sosa y Luis Trochón, entre otros.
Tres años después, en 1986, participó en el Primer Festival por la Paz y el Desarme, que se celebró en Ucrania. Hacia 1988 firmaría con la empresa discográfica Orfeo, lo que le permitiría iniciar un nuevo capítulo en su trayectoria como cantante, consiguiendo ser reconocido por sus dotes artísticas.
Entre sus discos más célebres cabe destacar: Estamos acostumbrados (1990), Lo mejor de Pablo Estramín (1993) y La Campana (1994), que conseguirían ser disco de oro en ventas; y, por último, Morir en la Capital (1992), que sería disco de platino.
En el año 2005 realiza un show a lleno total en el Cine Teatro Plaza, en donde se realiza la grabación del CD "Pablo Estramín - en vivo!" y el DVD "Entre el dolor y la esperanza", además de acompañado por su banda de músicos estable en ese momento, también por José Luis Guerra y Larbanois & Carrero, entre otros.
Pablo Estramín, además, ha compartido el escenario junto a otros cantautores de igual renombre como Rubén Rada, Vera Sienra y Pepe Guerra. Asimismo, ha grabado discos en la Argentina y ha realizado giras musicales por México, Estados Unidos y ese país.
Su obra destaca por su gran aportación a la cultura, los valores sociales y populares del Uruguay, lo que llevó a que la crítica lo sitúe un artista de importante gravitación en la escena musical de ese país.

## Su muerte
Falleció el 18 de junio de 2007 en Montevideo, a los 47 años de edad, a causa de una enfermedad neuronal producida por un cáncer que padecía desde hacía más de un año y del que ya había sido intervenido quirúrgicamente el 18 de enero en el hospital de Tacuarembó. Sus restos mortales descansan en el Cementerio del Norte de Montevideo, donde recibió sepultura el 19 de junio.

## Discografía
- Cantacaminos (junto a Juan José de Mello. Sondor 44190. 1981)
- Pablo Estramín (Sondor 44231. 1982)
- Antología del canto popular (1987)
- Antología del candombe (1987)
- Se verá que pasará  (1988)
- Canciones de urgencia (1989)
- Estamos acostumbrados (1990)
- Morir en la capital (1992)
- Lo mejor de Pablo Estramín (1994)
- Canciones del Uruguay (1995)
- La campana (Orfeo 91287-4. 1995)
- Canciones del Uruguay Vol. II (1996)
- Canciones de mis amigos (1996)
- Canto popular en vivo (1998)
- De Mis Amores Sondor(2001)
- Gardel Posta Posta (junto a Vera Sienra y Pepe Guerra. 2002)
- Trozos De Luna (2004)
- Pablo Estramín en vivo (2006)
- Entre el dolor y la esperanza (DVD. Montevideo Music Group. 2008)
- Inéditas En El Último Rincón. (Sondor). 2022)

Fuente